# اسلوپ کلاس کاندر
اسلوپ کلاس کاندر (به انگلیسی: Condor-class sloop) یک کلاس از اسلوپ‌ها است که طول آن ۲۰۴ فوت (۶۲ متر) می‌باشد.